# Paladru
Paladru là một xã thuộc tỉnh Isère trong vùng Rhône-Alpes đông nam nước Pháp. Xã này nằm ở khu vực có độ cao từ 488-503 mét trên mực nước biển. Theo điều tra dân số năm 2006 của INSEE có dân số là 1002 người.